# Шкоцјан (Копар)
Шкоцјан (словен. Škocjan, итал. San Canziano) је насељено место у општини Копар, Обално-крашка регија, Словенија.

## Историја
До територијалне реорганизације у Словенији био је у саставу старе општине Копар.

## Становништво
У попису становништва из 2011. године, Шкоцјан је имао 546 становника.
| Број становника према пописима | Број становника према пописима | Број становника према пописима |
| ------------------------------ | ------------------------------ | ------------------------------ |
| 1991                           | 2002                           | 2011                           |
| 416                            | 477                            | 546                            |

Напомена: До 1955. исказивано под именом Свети Томаж. Године 1979. умањено за део насеља који је припојен насељу Копар.